# نامیلدژیلاخ
نامیلدژیلاخ (روسی: Намылджылах) یک رودخانه در استان یاقوتستان کشور روسیه است.